# Пирапора
Пирапора (порт. Pirapora)  —  муниципалитет в Бразилии, входит в штат Минас-Жерайс. Составная часть мезорегиона Север штата Минас-Жерайс. Входит в экономико-статистический  микрорегион Пирапора. Население составляет 53 219 человек на 2006 год. Занимает площадь 575,460 км². Плотность населения — 92,5 чел./км².
Праздник города — 1 июня.

## История
Город основан 1 июня 1912 года.

## Статистика
- Валовой внутренний продукт на 2003 год составляет 494 753 953,00 реалов (данные: Бразильский институт географии и статистики).
- Валовой внутренний продукт на душу населения на 2003 год составляет 9536,51 реалов (данные: Бразильский институт географии и статистики).
- Индекс развития человеческого потенциала на 2000 год составляет 0,758 (данные: Программа развития ООН).

## География
Климат местности: полупустыня.